# Trentepohlia (Trentepohlia) leucophaea
Trentepohlia (Trentepohlia) leucophaea is een tweevleugelige uit de familie steltmuggen (Limoniidae). De soort komt voor in het Afrotropisch gebied.